# Марцін Юрецький
Марцін Юрецький (пол. Marcin Jurecki; нар. 11 листопада 1976, Полчин-Здруй, Свідвинський повіт, Західнопоморське воєводство — 26 лютого 2008, Варшава) — польський борець вільного стилю, срібний призер чемпіонату світу серед студентів, срібний призер Ігор Балтійського моря, учасник Олімпійських ігор.

## Життєпис
Народився 11 листопада 1976 року в Полчин-Здруй, син Єжи та Данути, випускник середньої професійної школи. Боротьбою почав займатися з 1987 року. Виступав за клуби «Technika» Свідвин (з 1987), «Iskra» та «AKS» Бялогард (з 1992), вихованець тренера Гжегожа Владико, потім тренувався у клубі під керівництвом Анджея Швенека, а в складі збірної — Зигмунта Крета і Даріуша Грживіньського). Дворазовий чемпіон Польщі (1997, 1998).
На літніх Олімпійських іграх 2000 року в Сіднеї виступав у ваговій категорії до 76 кг. У кваліфікаційній групі переміг з явною перевагою Рейна Озоліна (Австралія) (10:0), але потім поступилися Аліку Музаєву (Україна) 1:3 і Муну Ию Дже (Південна Корея) 1:5 і вибув зі змагань посівши 9 місце в турнірі, але після дискваліфікації Александера Ляйпольда за допінг, перемістився на одне місце вище.
Він помер від раку в онкологічній клініці у Варшаві у віці 31 року.

## Спортивні результати на міжнародних змаганнях

### Виступи на Олімпіадах
| Змагання                    | Збірна | Вагова категорія          | Місце |
| --------------------------- | ------ | ------------------------- | ----- |
| Літні Олімпійські ігри 2000 | Польща | вільна боротьба, до 76 кг | 8     |

### Виступи на Чемпіонатах світу
| Змагання                        | Збірна | Вагова категорія          | Місце |
| ------------------------------- | ------ | ------------------------- | ----- |
| Чемпіонат світу з боротьби 1997 | Польща | вільна боротьба, до 76 кг | 15    |
| Чемпіонат світу з боротьби 1998 | Польща | вільна боротьба, до 76 кг | 6     |
| Чемпіонат світу з боротьби 2001 | Польща | вільна боротьба, до 85 кг | 10    |
| Чемпіонат світу з боротьби 2002 | Польща | вільна боротьба, до 84 кг | 5     |
| Чемпіонат світу з боротьби 2003 | Польща | вільна боротьба, до 84 кг | 19    |

### Виступи на Чемпіонатах Європи
| Змагання                         | Збірна | Вагова категорія          | Місце |
| -------------------------------- | ------ | ------------------------- | ----- |
| Чемпіонат Європи з боротьби 1998 | Польща | вільна боротьба, до 76 кг | 13    |
| Чемпіонат Європи з боротьби 1999 | Польща | вільна боротьба, до 76 кг | 7     |
| Чемпіонат Європи з боротьби 2000 | Польща | вільна боротьба, до 76 кг | 9     |
| Чемпіонат Європи з боротьби 2001 | Польща | вільна боротьба, до 85 кг | 12    |
| Чемпіонат Європи з боротьби 2002 | Польща | вільна боротьба, до 84 кг | 11    |
| Чемпіонат Європи з боротьби 2003 | Польща | вільна боротьба, до 84 кг | 8     |

### Виступи на Чемпіонатах світу серед студентів
| Змагання                                        | Збірна | Вагова категорія          | Місце  |
| ----------------------------------------------- | ------ | ------------------------- | ------ |
| Чемпіонат світу з боротьби серед студентів 1998 | Польща | вільна боротьба, до 76 кг | Срібло |

### Виступи на Іграх Балтійського моря
| Змагання                    | Збірна | Вагова категорія          | Місце  |
| --------------------------- | ------ | ------------------------- | ------ |
| Ігри Балтійського моря 1997 | Польща | вільна боротьба, до 76 кг | Срібло |

### Виступи на інших змаганнях
| Змагання                                                      | Збірна | Вагова категорія          | Місце  |
| ------------------------------------------------------------- | ------ | ------------------------- | ------ |
| Кубок п'яти континентів FILA 1998                             | Польща | вільна боротьба, до 76 кг | Срібло |
| Олімпійський кваліфікаційний турнір з боротьби 2000 (Лейпциг) | Польща | вільна боротьба, до 76 кг | 4      |
| Олімпійський кваліфікаційний турнір з боротьби 2000 (Токіо)   | Польща | вільна боротьба, до 76 кг | 6      |
| Гран-прі Німеччини з боротьби 2003                            | Польща | вільна боротьба, до 84 кг | Срібло |
| Олімпійський кваліфікаційний турнір з боротьби 2004 (Софія)   | Польща | вільна боротьба, до 84 кг | 8      |

### Виступи на змаганнях молодших вікових груп
| Змагання                                      | Збірна | Вагова категорія          | Місце |
| --------------------------------------------- | ------ | ------------------------- | ----- |
| Чемпіонат світу з боротьби серед юніорів 1994 | Польща | вільна боротьба, до 68 кг | 9     |